# Бузок (заказник)
Бузо́к — ботанічний заказник місцевого значення в Україні. Розташований у межах Воловецького району Закарпатської області, на південь від центральної частини смт Жденієво. 
Площа 6 га. Статус присвоєно згідно з рішенням облвиконкому від 18.10.1983 року № 270, ріш. ОВК від 23.10.1984 року № 253. Перебуває у віданні ДП «Воловецьке ЛГ» (Жденіївське лісництво, кв. 18, вид. 4, 5). 
Статус присвоєно з метою збереження місць зростання рідкісного ендемічного виду — бузку угорського, занесеного до Червоної книги України. Зростає серед вільхи сірої з домішкою ясена звичайного, горобини звичайної та явора. У підліску — бруслина європейська, жимолость пухнаста, крушина ламка, верба козяча. У трав'яному покриві трапляються калюжниця болотна, гадючник в'язолистий, осока трясучкоподібна, чемериця біла, паслін солодко-гіркий та інші види.